# Lo spirito più elevato
Lo spirito più elevato (一番美しく?, Ichiban utsukushiku, lett. "La più bella") è un film del 1944 scritto e diretto da Akira Kurosawa.
L'opera, commissionata in tempo di guerra dalle autorità della marina giapponese, narra la vicenda di Watanabe, una giovane operaia volontaria in una fabbrica di interesse bellico.
Il progetto originale doveva essere un film d'azione a base di duelli aerei, ma il regista riuscì ad imporre un proprio soggetto.

## Trama
Più che una trama propriamente intesa, l'opera descrive in canoni di stretto realismo la vita delle operaie in una fabbrica di lenti destinate all'impiego nell'aviazione. Al centro della narrazione viene comunque a trovarsi la giovane Watanabe.